# Anisocampium cuspidatum
Anisocampium cuspidatum är en majbräkenväxtart som först beskrevs av Georg Heinrich Mettenius och Richard Henry Beddome, och fick sitt nu gällande namn av Y. C. Liu, W. L. Chiou och M. Kato. Anisocampium cuspidatum ingår i släktet Anisocampium och familjen Athyriaceae. Inga underarter finns listade.